# Idrissa Doumbia
Idrissa Doumbia (ur. 14 kwietnia 1998 w Jamusukro) – iworyjski piłkarz grający na pozycji defensywnego pomocnika w katarskim klubie Al-Ahli oraz w reprezentacji Wybrzeża Kości Słoniowej. Zwycięzca Pucharu Narodów Afryki 2023.

## Kariera klubowa
Swoją piłkarską karierę Doumbia rozpoczął w klubie ES Bingerville. W 2016 roku wyjechał do Belgii i został zawodnikiem klubu RSC Anderlecht. 30 lipca 2016 zadebiutował w nim w pierwszej lidze belgijskiej w wygranym 2:1 wyjazdowym meczu z Royalem Excel Mouscron. W sezonie 2016/2017 wywalczył z Anderlechtem tytuł mistrza Belgii.
Latem 2017 roku Doumbia został na rok wypożyczony do SV Zulte Waregem, w którym swój debiut zaliczył 29 lipca 2017 w zwycięskim 5:0 wyjazdowym meczu z KAS Eupen.
W lipcu 2018 roku Doumbia został sprzedany przez Anderlecht do Achmatu Grozny za 1,25 miliona euro. W Achmacie swój debiut zanotował 28 lipca 2018 w przegranym 0:1 wyjazdowym spotkaniu z FK Rostów. W Achmacie spędził pół roku.
15 stycznia 2019 Doumbia został zawodnikiem Sportingu CP, który wykupił go z Achmatu za 3,8 miliona euro. W barwach Sportingu zadebiutował 30 stycznia 2019 w zremisowanym 1:1 wyjazdowym meczu z Vitórią Setúbal. W sezonie 2018/2019 zdobył ze Sportingiem Puchar Portugalii i Puchar Ligi Portugalskiej.
W październiku 2020 Doumbia został wypożyczony ze Sportingu do hiszpańskiego klubu SD Huesca. W Huesce swój debiut zaliczył 7 listopada 2020 w zremisowanym 1:1 domowym meczu z Eibarem. W Huesce spędził sezon i spadł z Huescą do Segunda División.
W sierpniu 2021 Doumbia po raz drugi w karierze został zawodnikiem SV Zulte Waregem, do którego wypożyczono go ze Sportingu.
| Sezon   | Klub             | Kraj       | Rozgrywki        | Mecze | Gole |
| ------- | ---------------- | ---------- | ---------------- | ----- | ---- |
| 2016/17 | RSC Anderlecht   | Belgia     | Eerste klasse A  | 2     | 0    |
| 2017/18 | SV Zulte Waregem | Belgia     | Eerste klasse A  | 27    | 1    |
| 2018/19 | Achmat Grozny    | Rosja      | Priemjer-Liga    | 16    | 1    |
| 2018/19 | Sporting CP      | Portugalia | Primeira Liga    | 12    | 1    |
| 2019/20 | Sporting CP      | Portugalia | Primeira Liga    | 22    | 0    |
| 2020/21 | SD Huesca        | Hiszpania  | Primera División | 23    | 0    |

## Kariera reprezentacyjna
W 2020 roku Doumbia był w kadrze olimpijskiej Wybrzeża Kości Słoniowej na Igrzyska Olimpijskie w Tokio.